# Carolyn Dunn
Carolyn Dunn (nacida el 18 de marzo de 1961, en Whitney Pier, Isla del Cabo Bretón, Nueva Escocia) es una actriz canadiense. Su papel más notable fue su personaje de Sylvie Gerard, la socia y compañera de aventuras del detective Nick Slaughter en la serie canadiense Calor Tropical (llamada Sweating Bullets, cuando fue emitida en Estados Unidos). 

## Primeros años
Dunn hizo patinaje cuando era niña y más tarde también trabajó como modelo. Luego empezó su carrera como actriz a finales de la década de los 70.

## Carrera
Dunn empezó su carrera interpretando papeles de mujeres rubias indefensas. Finalmente consiguió notoriedad con el papel de Sylvie Gerard en Calor Tropical (1991-1993). En 1994, ella fue la protagonista de Más Grueso Que Sangre: La Historia de Larry McLinden. Ha aparecido en varios papeles en televisión, películas, y en el teatro. También apareció en comerciales de televisión. Su último papel lo interpretó en la película La Muerte de Alice Azul en el 2009.
En el 2008  regresó a su ciudad natal para abrir allí una clínica de 'medicina natural'.

## Vida personal
Carolyn Dunn disfruta pasando su tiempo en centros de formación física. Su coprotagonista en Calor Tropical Rob Stewart la apodó Swollen Yarn ("Hilo hinchado").

## Filmografía (Selección)

### Películas
- 1985: Último día de verano (Breaking all the rules)
- 1987: Street Justice
- 1989: Dick Francis (Dick Francis: Blood Sport)
- 1994: La fuerza del amor (Thicker Than Blood: The Larry McLinden Story; película para televisión)
- 2001: Criss Cross (película para televisión, a partir de la serie Calor Tropical)
- 2003: The Reagans (película para televisión)
- 2009: The Death of Alice Blue

### Series
- 1995-1996: Charlie Grace (4 episodios)
- 1991-1993: Calor Tropical (Tropical Heat; 66 episodios)
- 1987-1989: Misterio para tres (Friday the 13th: The Series; 4 episodios)